# زبان دوماکی
زبان دوماکی یکی از زبان‌های داردی -از زبان‌های هندوایرانی- است که پیرامون چنصد گویشور در شمال پاکستان دارد. دوماکی زبانی سنتی‌است که گویشورانش -که دومه نامیده‌می‌شوند- طیفی پراکنده و آمیخته با گروه‌های خانوادگی متعددی‌اند که از کشمیر، بلتستان، گلگت تا حدود کاشغر پراکنده‌اند. پیشهٔ سنتی این مردمان آهنگری و خنیاگری بوده‌است.
دوماکی زبانان معمولاً به زبان یکی از دو جامعه‌ای که بدان وابسته‌اند از قبیل شینا یا بروشسکی مسلطند. همچنین بسیاری از آنان زبان اردو را در مدرسه‌آموخته و از آن بهره‌می‌برند.
دوماکی در اصل یکی از زبان‌های هندوآریایی بوده‌است؛ ولی به دلیل کوچ دوماکی‌زبانان به زیست‌گاه کنونی و برخوردشان با مردمان دیگر امروزه زبانشان عضوی از زبان‌های داردی گردیده‌است.